# All-Ireland Senior Football Championship 1887
L'All-Ireland Senior Football Championship 1887 fu l'edizione numero 1 del principale torneo di calcio gaelico irlandese. Limerick vinse il primo titolo della sua storia, e della storia del torneo.

## Struttura
Il torneo fu l'unico della storia in cui non si tennero i campionati provinciali, ma ci fu un sorteggio aperto. In questa edizione, come avvenne fino al 1891, non ci furono le rappresentative di club come intese al giorno d'oggi, cioè simili alle nazionali di calcio e aventi la facoltà di convocare i migliori giocatori della contea. Le contee erano rappresentate dai campioni dei titoli delle contee stesse.
| Contea    | Club                   |
| --------- | ---------------------- |
| Clare     |                        |
| Cork      |                        |
| Kilkenny  | Kilmacow               |
| Limerick  | Commercials            |
| Louth     | Dundalk Young Irelands |
| Meath     | Dowdstown              |
| Tipperary |                        |
| Waterford | Ballyduff Lower        |
| Wexford   | Castlebridge           |

## Results

### Primo turno
| Arbitro: | Willie Halpin |

|                          |           |  |
| Charles McAlester (goal) | Marcatori |  |

| 24 luglio 1887 | Limerick | 3-2 – 0-2 [ referto] | Meath | Elm Park, Merrion, Dublino (10.000 spett.) |

| 1887 | Kilkenny | – [ referto] | Cork |  |

| N/A | Tipperary | – [ referto] | Dublin |  |

|  | Wexford | – | Galway |  |

|  | Clare | – [ referto] | Wicklow |  |

### Secondo turno
| 28 agosto 1887 | Louth                   | 0 – 7-3 – 0-5-3 [ referto] | Wexford | St. Patrick's club grounds, Kilmainham (5.000 spett.)\| Arbitro: \| J.K. Bracken (Tipperary \| |
| Arbitro:       | J.K. Bracken (Tipperary |                            |         |                                                                                                |

| 1887 | Tipperary | – | Clare |  |

| 28 agosto 1887 | Limerick | 1-10 – 1-10 [ referto] | Kilkenny | St. Patrick's club grounds, Kilmainham (5.000 spett.) |

| 1887 | Limerick | – [ referto] | Kilkenny | Bansha |

### Semifinale
| 11 marzo 1888 | Limerick | – [ referto] | Tipperary | Bohermore |

### Finale
| Dublino 1888 | Limerick       | 1-04 – 0-03 | Louth | (7000 spett.)\| Arbitro: \| John Cullinane \| |
| Arbitro:     | John Cullinane |             |       |                                               |